# R. Cundall & Sons
R. Cundall & Sons Ltd. war ein britischer Hersteller von Automobilen und Stationärmotoren.

## Unternehmensgeschichte
Das Unternehmen aus Shipley begann im Januar 1902 mit der Produktion von Automobilen. Der Markenname lautete Cundall. Im gleichen Jahr endete die Produktion. Insgesamt entstanden nur wenige Exemplare.

## Fahrzeuge
Im Angebot stand ein Kleinwagen. Ein Zweizylindermotor aus eigener Fertigung mit 7 PS Leistung trieb das Fahrzeug an.